# Дуникская волость
Дуникская волость (латыш. Dunikas pagasts) — одна из двух территориальных единиц Руцавского края Латвии. Находится в северо-восточной части края. Граничит с Руцавской волостью своего края, Ницской и Отанькской волостями Ницского края, Бартской волостью Гробинского края, Калетской волостью Приекульского края, а также с Лянкимайским и Скуодасским староствами Скуодасского района Клайпедского уезда Литовской Республики.
Крупнейшими населёнными пунктами волости являются сёла: Сикшни (волостной центр), Дуника, Шукине, Иечи, Лиепиени, Сламсти, Сударги.
В селе Сикшни находится краеведческий музей.
По территории волости протекают реки: Наудупе, Саргупе, Ролюупе, Ланкупите. Северная граница волости проходит по реке Барта.

## История
Дуникская волость была образована в 1919 году путём объединения тринадцати населённых пунктов, выделенных из соседних волостей.
В 1935 году площадь Дуникской волости Лиепайского уезда составляла 174,6 км², при населении в 2550 жителей. 
В 1945 году в волости были созданы Дуникский и Сикшнский сельские советы. После отмены в 1949 году волостного деления Сикшнский сельсовет входил в состав Приекульского (1949—1959) и Лиепайского (1959—2009) районов.
В 1954 году к Сикшнскому сельсовету была присоединена территория ликвидированного Какишского сельсовета. В 1968 году — территория колхоза «Накотне» Бартского сельсовета. В том же году территория колхоза «Падомью Латвия» Сикшнского сельсовета была переподчинена Руцавскому сельсовету. В 1989 году Сикшнский сельский совет был переименован в Дуникский.
В 1990 году Дуникский сельсовет был реорганизован в волость. В 2009 году, по окончании латвийской административно-территориальной реформы, Дуникская волость вошла в состав Руцавского края.